# Братья Дэвенпорт
Айра Эрастас Дэвенпорт (англ. Ira Erastus Davenport, 17 сентября 1839 года, Буффало, штат Нью-Йорк, — 1911 год) и Уильям Генри Дэвенпорт (англ. William Henry, 1 февраля 1841 года, Буффало, штат Нью-Йорк — 1877 год, Мельбурн, Австралия) — американские медиумы (по мнению скептиков — иллюзионисты), благодаря массовым демонстрационным сеансам получившие сенсационную и во многом скандальную известность в середине 1860-х годов, на волне раннего спиритуализма.
Многочисленные посетители сеансов братьев Дэвенпорт утверждали, что становились свидетелями необъяснимых явлений, связанных, в основном, с игравшиим сами по себе музыкальными инструментами, а также с казавшимися невозможными высвобождениями братьев из узлов, пут и т. д. Скептики (прежде всего из числа профессиональных фокусников) объявляли искусство братьев Давенпорт трюкачеством высочайшего уровня. Однако разоблачены братья ни разу не были, и даже главный их недруг, знаменитый иллюзионист своего времени Джон Маскелайн, вынужден был признать: «Определённо, чудеса, показанные этими шутами, уложили Англию на лопатки».
Выступления братьев Дэвенпорт, в отличие от сеансов практически всех медиумов, организовывались как массовые мероприятия. 7 января 1866 года они выступили в Санкт-Петербурге, перед тысячью зрителей. 9 января 1867 года — выступили в Зимнем дворце специально для российского царя и его семьи.
Оппоненты из числа потенциальных союзников ставили под сомнение феномен Дэвенпортов в силу «низменного характера» предлагавшихся ими демонстраций, которые напоминали цирковые представления. А. Конан Дойль, в частности, признавал, что «братья Давенпорт… работали на значительно более низком уровне, чем Хьюм», однако считал, что «высшие силы» сами избрали такие методы для демонстрации доказательств собственного существования — самой широкой, и следовательно, во вкусах своих непритязательной аудитории.
Писатель-спиритуалист Уильям Хоуитт, задаваясь вопросом: «Действительно ли небесные духи устраивают такие фокусы, заставляя инструменты летать? Неужели Бог может послать такое?..» — сам предлагал следующий ответ:
Да, Бог посылает такое, чтобы показать нам как минимум следующее: у Него есть слуги на любой вкус, готовые выполнять любую работу, и Он послал низких, шутовских духов, ибо сама наша эпоха - низкая и очень чувственная. Пошли Он что-нибудь более возвышенное, никто бы просто ничего не заметил. И так-то девять человек из десяти не понимают, что они видят.У. Хоуитт. История спиритуализма. Глава 10.
Одна из особенностей феномена братьев Дэвенпорт состояла в том, что сами они не были приверженцами спиритуализма и никогда не заявляли во всеуслышание о том, что явления, происходившие на их сеансах, имеют «потустороннюю» природу. Айра и Уильям каждый раз утверждали, что хотели бы предоставить возможность наблюдателям — как союзникам, так и оппонентам — самим сделать решающие выводы о сути явлений, смысл которых им, братьям, неизвестен.
Известно, что в письме к Гарри Гудини Айра Дэвенпорт незадолго до своей кончины писал:
Мы никогда не признавали публично, что верим в спиритуализм. Мы считали, что публике до этого нет дела. Мы не объясняли ничего ни ловкостью рук, ни вмешательством духов. Мы предоставляли друзьям и врагам выяснять это между собой, однако, как ни печально, часто становились жертвами их разногласий.А. Дэвенпорт - Г. Гудини
Действительно, противники Дэвенпортов несколько раз устраивали на их сеансах погромы, подвергая жизнь братьев серьёзной опасности.
Впоследствии Гудини утверждал, что Айра Давенпорт будто бы лично ему признавался в том, что явления, демонстрировавшиеся на их сеансах, имели «естественную подоплёку», однако истинность этого утверждения знаменитого иллюзиониста в свою очередь многими ставилась под сомнение.